# Sgt. Slaughter
Robert Remus  (nascido em 27 de agosto de 1948) é um ex-lutador de wrestling profissional estadunidense, mais conhecido como Sgt. Slaughter. Do fim dos anos 70 ao início dos anos 90, Slaughter lutou na National Wrestling Alliance, American Wrestling Association e World Wrestling Federation.

## No wrestling
- Movimentos de finalização
  - Camel Clutch[2] - 1990-1991
  - Cobra Clutch[2]

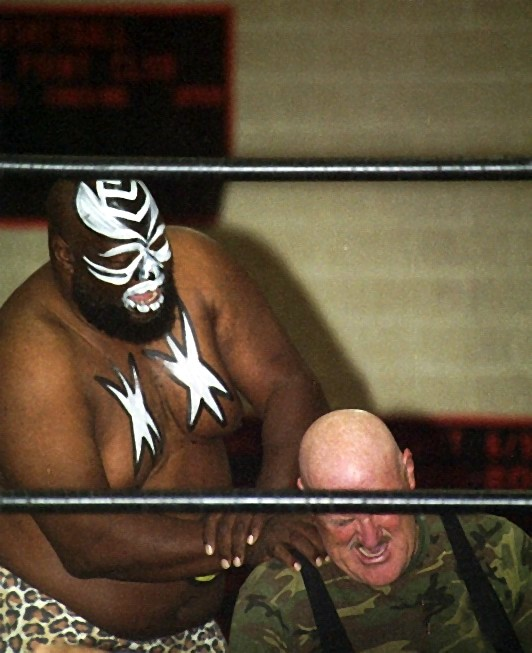
Slaughter lutando com Kamala (lutador)

  - Esfregar com força os punhos na cabeça do oponente[2] - 1990

- Movimentos secundários
  - Backbreaker
  - Bearhug
  - Gutbuster[3][4]
  - Inverted suplex slam
  - Várias cotoveladas nas costas do oponente
  - Piledriver[2]
  - Slaughter Cannon (Clothesline, as vezes da top rope)[2]

- Managers
  - Lord Alfred Hayes
  - Bobby "The Brain" Heenan
  - The Grand Wizard
  - General Adnan
  - Oliver Humperdink

## Títulos e prêmios
- American Wrestling Association
  - AWA America's Championship (1 vez)[5]
  - AWA British Empire Heavyweight Championship (1 vez)1[6]

- Central States Wrestling
  - NWA Central States Heavyweight Championship (3 vezes)[7]

- Maple Leaf Wrestling
  - NWA Canadian Heavyweight Championship (Versão de Toronto) (1 vez)[8]

- Mid-Atlantic Championship Wrestling
  - NWA United States Heavyweight Championship (2 vezes)[9]
  - NWA World Tag Team Championship (Versão do Meio-Atlântico) (1 vez) - com Don Kernodle[10]
- NWA Tri-State
  - NWA United States Tag Team Championship (Versão Tri-State) (1 vez) - com Buck Robley

- Pro Wrestling Illustrated
  - PWI o colocou na #36ª posição dos 500 melhores lutadores individuais em 1991[11]
  - PWI Lutador Mais Inspirador do Ano (1984)[12]
  - PWI Lutador Mais Odiado do Ano (1991)[13]
  - PWI o colocou na #29ª posição das 100 melhores duplas com Don Kernodle em 2003.[14]
  - PWI o colocou na #34ª posição dos 500 melhores lutadores individuais em 2003[15]

- World Wrestling Federation / World Wrestling Entertainment
  - WWF Championship (1 vez)[16]
  - Hall da Fama (Classe de 2004)[17]

- Wrestling Observer Newsletter
  - Luta do Ano (1981) vs. Pat Patterson em uma Briga de Beco em 21 de abril
  - Tática Promocional Mais Nojenta (1991) Segmento onde simpatizava com o Iraque
  - Pior Rivalidade do Ano (1985) vs. Boris Zhukov
  - Pior Rivalidade do Ano (1991) vs. Hulk Hogan